# Dihammaphora hispida
Dihammaphora hispida är en skalbaggsart som beskrevs av Bates 1885. Dihammaphora hispida ingår i släktet Dihammaphora och familjen långhorningar. Inga underarter finns listade i Catalogue of Life.